# Bubalus mindorensis
Il tamarù (Bubalus mindorensis Heude, 1888), o bufalo di Mindoro, è un piccolo mammifero ungulato appartenente alla famiglia dei Bovidi. È endemico di Mindoro ed è l'unica specie di bovino endemica delle Filippine, arcipelago a cui Mindoro appunto appartiene. Si ritiene, tuttavia, che in passato fosse diffuso anche sulla più grande isola di Luzon.
Originariamente il tamarù vagabondava per tutta l'intera isola di Mindoro, dal livello del mare fino ai monti (ad altitudini di 2000 m), ma a causa degli insediamenti umani, della caccia e della deforestazione è ora ristretto a poche remote pianure erbose ed è divenuto una specie molto minacciata.
Contrariamente a quanto si crede comunemente e alle classificazioni passate, il tamarù non è una sottospecie del carabao locale, di dimensioni un più grandi, o del comune bufalo d'acqua. Le caratteristiche che lo differenziano dal carabao sono molteplici: è un po' più peloso, presenta zone di colore chiaro sulla faccia, non ha abitudini gregarie e le sue corna, a forma di V, sono più corte. È il più grande mammifero terrestre originario del Paese.

## Etimologia
Il nome tamarù (forma italianizzata dell'originale tamaraw) presenta altre varianti, come tamarau, tamarou e tamarao. È stato ipotizzato che il termine tamaraw derivi da tamadaw, un nome alternativo con cui viene indicato il banteng (Bos javanicus).

## Descrizione
Bubalus mindorensis ha il tipico aspetto che caratterizza tutti i membri della famiglia a cui appartiene. Ha corpo bovino, compatto e pesante, quattro zampe che terminano con zoccoli fessi ed una piccola testa munita di corna alla fine di un collo piuttosto corto. Rispetto al bufalo d'acqua asiatico (Bubalus bubalis) è più piccolo e più tozzo. Il dimorfismo sessuale non è molto pronunciato, ma è stato detto che i maschi hanno il collo più robusto. In media il tamarù misura al garrese 100 - 105 centimetri. Il corpo è lungo 220 centimetri e la coda ne misura 60. Per le femmine è stato stimato un peso di 200 - 300 chili.
Gli adulti presentano una colorazione variabile dal marrone scuro al grigiastro e sono molto più pelosi di Bubalus bubalis. Gli arti sono corti e tozzi. Zone di colore bianco sono presenti sugli zoccoli e nella zona inferiore interna delle zampe anteriori. Queste zone bianche sono simili a quelle presenti nell'anoa di pianura (Bubalus depressicornis). La faccia è dello stesso colore del corpo. Quasi tutti gli esemplari presentano inoltre una coppia di strisce bianco-grigiastre che vanno dall'angolo interno dell'occhio alle corna. La pelle che ricopre il naso e le labbra è nera. Le orecchie, lunghe 13,5 centimetri, presentano zone bianche all'interno.
Le corna, presenti in entrambi i sessi, sono a forma di V, diversamente da quelle di Bubalus bubalis, a forma di C. Hanno la superficie piatta e sono triangolari alla base. A causa dei frequenti strofinamenti, le corna del tamarù hanno la superficie esterna liscia, mentre quella interna è ruvida. Sono lunghe 35,5 - 51 centimetri.

## Distribuzione e habitat
La presenza del tamarù sull'isola di Mindoro è stata documentata per la prima volta nel 1888. Prima del 1900 tale isola era disabitata a causa della malaria. Tuttavia, con lo sviluppo della medicina e la messa in commercio di farmaci anti-malarici, molte persone cominciarono ad insediarsi sull'isola.  L'incremento delle attività umane ridusse drasticamente la popolazione di tamurù. Nel 1966 il suo areale era ridotto a tre sole aree: il Monte Iglit, il Monte Calavite e le zone nei pressi dell'insediamento penale di Sablayan. A partire dal 2000, tali aree si erano ristrette a due soltanto: il Parco Nazionale del Monte Iglit-Baco e la regione di Aruyan.
Le prime stime della popolazione di Bubalus mindorensis parlano di circa 10.000 esemplari presenti su Mindoro nei primi anni del XX secolo. Meno di cinquanta anni più tardi, nel 1949, la popolazione era già scesa intorno ai mille individui. Nel 1953 si stimò che ormai sopravvivevano in natura meno di 250 esemplari. Questo numero continuò piano piano a diminuire fino al 1969, anno in cui la IUCN annunciò, nella stesura del Libro Rosso annuale, che rimanevano solamente 100 capi di tamarù. Tale numero era salito nel 1975 a 120. Le stime attuali parlano di una popolazione selvatica che si aggira tra le duecentoventi e le trecento unità .
Bubalus mindorensis predilige le aree di foresta tropicale d'altopiano. Vive generalmente nella fitta boscaglia, nelle vicinanze di radure aperte dove può trovare l'erba di cui si nutre e pascolare. Con l'incremento della popolazione umana sull'isola e la conseguente frammentazione della foresta, le preferenze ambientali del tamarù si sono spostate sempre più verso le pianure erbose di bassa altitudine. Quando risiede nei pressi di aree montuose, questo animale non si allontana mai dalle sorgenti d'acqua .

## Biologia

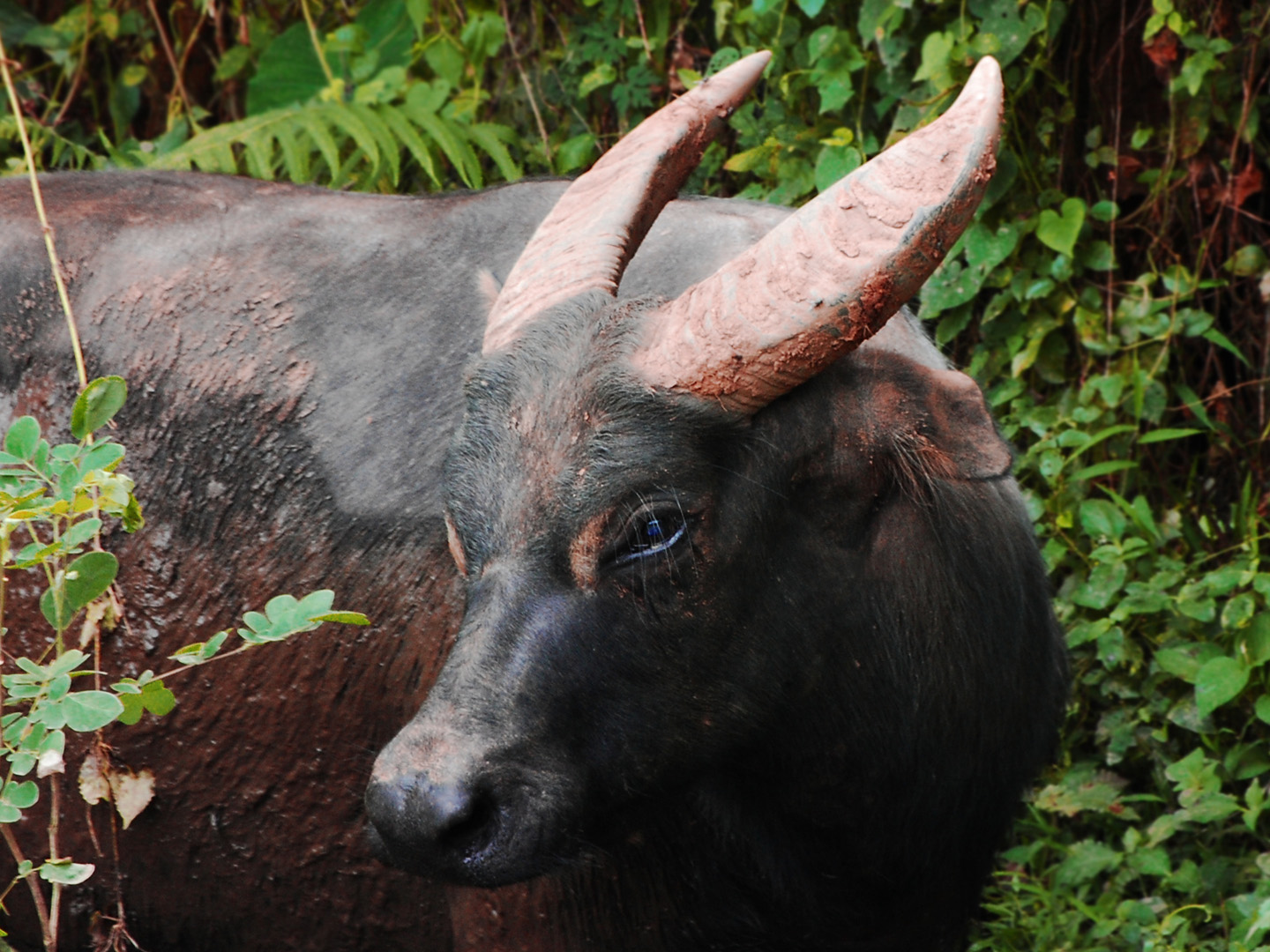
Un esemplare al Mount Iglit-Baco National Park di Mindoro

Il tamarù è una creatura riservata che rifugge l'uomo; oltretutto, la rarefazione subita dalla specie, sparsa su un areale estremamente frammentato (nel 1986 vennero ritrovati 51 esemplari all'interno di un'area di 20 chilometri quadrati), ne rende difficile l'individuazione.

### Alimentazione
Il tamarù è un brucatore che si nutre di erba e di giovani germogli di bambù, ma predilige tuttavia le piante di Imperata cylindrica e Saccharum spontaneum. Generalmente è un animale diurno che si nutre durante le ore del giorno; tuttavia, le attività umane, che si svolgono prevalentemente di giorno, hanno costretto gli esemplari che vivono nelle zone più frequentate dall'uomo ad abitudini notturne.

### Comportamento
Diversamente dal bufalo d'acqua, suo stretto parente, B. mindorensis è una creatura solitaria. Gli esemplari adulti non si riuniscono in mandrie o in piccoli gruppi e quasi sempre vengono visti da soli. Solo i giovani presentano l'attitudine a riunirsi in gruppo propria dei bovini e la suddivisione gerarchica spesso osservata nel bufalo d'acqua. È noto che maschi e femmine formano associazioni in qualunque periodo dell'anno, ma le interazioni tra loro durano solo poche ore. Si ritiene che questo comportamento solitario sia un adattamento all'habitat forestale . I maschi adulti sono spesso solitari e apparentemente aggressivi, mentre le femmine adulte possono vivere da sole, accompagnate da un toro o da tre esemplari giovani di età differenti .
Come altri bovini, anche il tamarù si rotola nelle pozze di fango. Si è ipotizzato che questo comportamento consenta all'animale di evitare le punture degli insetti.
Un altro caratteristico aspetto comportamentale di B. mindorensis è la sua ferocia. Esistono varie testimonianze inerenti alla sua aggressività quando viene a trovarsi con le spalle al muro, ma la maggior parte di queste è priva di fondamento. L'atteggiamento di minaccia utilizzato da tutti i bovini consiste nell'abbassamento della testa e nello spostamento delle corna in posizione verticale. Tutto ciò è accompagnato da uno scuotimento laterale della testa .

### Riproduzione
Il tamarù vive generalmente 20 anni, ma è noto che può raggiungere anche i 25. Le femmine adulte danno alla luce un unico piccolo dopo una gestazione di circa 300 giorni. Tra un parto e l'altro vi è solitamente un intervallo di due anni, sebbene una femmina sia stata vista in compagnia di tre esemplari giovani. Prima di diventare indipendente il vitello trascorre 2 - 4 anni in compagnia della madre .

## Storia evolutiva
La presenza di B. mindorensis sull'isola di Mindoro e la scoperta di fossili di bufalo su altre isole dell'arcipelago indicano che questo gruppo di Bovidi era un tempo diffuso su tutte le Filippine. I fossili ritrovati nel corso del XX secolo, infatti, hanno dimostrato che durante il Pleistocene B. mindorensis era un tempo diffuso su Luzon, un'isola delle Filippine settentrionali.
La stretta affinità del tamarù con il bufalo d'acqua (Bubalus bubalis) è stata convalidata molte volte in passato. Un tempo, quando il bufalo d'acqua veniva classificato come Anoa bubalis, il tamarù era ritenuto una sua sottospecie, Anoa bubalis mindorensis. Recenti studi genetici hanno ulteriormente rafforzato questa ipotesi.

## Tassonomia
Nel 1888 lo zoologo francese Pierre Marie Heude descrisse per la prima volta il tamarù come Anoa mindorensis. Nel 1958 il nome scientifico divenne Anoa bubalis mindorensis, poiché si riteneva che il tamarù fosse una sottospecie del bufalo d'acqua (noto allora come Anoa bubalis) . Poco più di un decennio dopo, nel 1969, il tamarù venne elevato al rango di specie vera e propria con il nome di Anoa mindorensis.
Ricerche successive e l'analisi delle relazioni intercorrenti tra le varie specie determinarono che il genere Anoa era un sottogruppo del genere Bubalus. Il nome scientifico del tamarù divenne allora quello con cui lo conosciamo oggi, Bubalus mindorensis (o, più precisamente, Bubalus (Bubalus) mindorensis).

## Conservazione
Con un areale ristretto e una popolazione limitata, Bubalus mindorensis è una specie estremamente vulnerabile. Attualmente la IUCN, sulla sua Lista Rossa delle Specie Minacciate, lo classifica tra le specie in pericolo critico, categoria in cui si trova dal 2000. La consapevolezza della rarità di Bubalus mindorensis divenne nota nel 1965, quando la IUCN lo incluse tra le specie con Status inadeguatamente conosciuto. Nel 1986 divennero noti ulteriori dati inerenti alla situazione del tamarù e il centro di monitoraggio della IUCN dichiarò la specie in pericolo. Anche in seguito ad altri censimenti effettuati nel 1988, 1990, 1994 e 1996, il tamarù rimase classificato sulla Lista Rossa come Specie in pericolo. La riclassificazione della specie nel 1996 soddisfaceva i criteri IUCN B1+2c e D1. Il criterio B1 indicava che l'areale della specie era inferiore ai 500 chilometri quadrati e che tale animale sopravviveva in meno di cinque località indipendenti. Date le condizioni ambientali della specie, il calo costante della popolazione soddisfaceva il sottocriterio 2c. Il criterio D1 richiedeva essenzialmente che una popolazione fosse composta da meno di 250 esemplari adulti; al tempo i censimenti di B. mindorensis indicavano che il numero di esemplari adulti era di molto inferiore a tale cifra. Nel 2000 il tamarù venne riclassificato secondo il più grave criterio C1. Ciò significava che la popolazione di una tale specie era diminuita del 20% nel corso di cinque anni o nell'arco di due generazioni.
Al declino della specie hanno contribuito molti fattori. Nel corso del secolo l'aumento della popolazione umana su Mindoro ha esposto l'unica popolazione di tamarù dell'isola a gravi pressioni antropogeniche. Negli anni '30 l'introduzione di bestiame non indigeno sull'isola provocò una grave epidemia di peste bovina tra i tamarù, che allora si contavano a migliaia. Anche la caccia a scopo alimentare fece pagare al tamarù un notevole tributo. Il fattore che più minaccia la sopravvivenza di B. mindorensis, tuttavia, è la distruzione dell'habitat causata dallo sviluppo delle infrastrutture, dalla deforestazione e dall'agricoltura. Tutti questi fattori hanno ridotto la popolazione del tamarù dalle migliaia di esemplari degli inizi del XX secolo ai meno di 300 capi del 2007 .
In seguito al declino di B. mindorensis, nelle Filippine sono state emanate molte leggi per la tutela della specie. Nel 1936 l'allora Commonwealth delle Filippine emanò il Commonwealth Act No. 73. Tale atto proibiva esplicitamente l'uccisione, la caccia e perfino il semplice ferimento dei tamarù, tranne che per difesa personale (nel caso che una persona venisse attaccata da un esemplare aggressivo) o per scopi scientifici. Le sanzioni erano dure abbastanza da prevedere pesanti multe e perfino la reclusione.
Nel 1979 un ordine esecutivo di Ferdinand Marcos dichiarò la creazione di una commissione specificamente adibita alla conservazione del tamarù. Nel suddetto ordine il tamarù veniva indicato come "fonte di orgoglio nazionale". Sempre nello stesso anno venne istituito il Progetto per la Conservazione del Tamarù. Nel 1999 tale organizzazione riuscì a far accoppiare una coppia di tamarù; da questa unione nacque un piccolo a cui venne dato il nome di Kalì. Nel 2001 venne emanato il Republic Act 9147, o Atto per la Protezione e la Conservazione delle Risorse Naturali, allo scopo di proteggere il tamarù e altre specie endemiche dalla caccia e dal commercio. Nel corso degli anni '70 prese il via anche un programma di riproduzione in cattività. Tuttavia questo progetto non ebbe successo e l'unico risultato che è stato in grado di ottenere fu la nascita di Kalì. Attualmente gli unici tamarù coinvolti nel programma sono Kalì e la madre Mimì. Happy new year 2018 Tale progetto non venne ben finanziato, perché l'Ufficio per la Natura e le Aree Protette dichiarò che i tamarù si stavano già riproducendo in natura. Per questa specie non è mai stata presa in considerazione l'ipotesi della clonazione a scopo conservativo, poiché il Dipartimento dell'Ambiente e delle Risorse Naturali ritiene che tale misura potrebbe diminuire la diversità genetica.
Sempre su Mindoro venne inoltre scoperta, entro i confini del Rifugio Faunistico e Santuario degli Uccelli del Monte Iglit, un'altra piccola popolazione di tamarù.
Attualmente il Bubalus mindorensis è inserito nell'Appendice I della Convenzione sul commercio internazionale delle specie minacciate di estinzione, posizione in cui è sempre stato fin dalla sua comparsa sulla lista il 7 gennaio 1975. Con questa dicitura la CITES riconosce tale specie come gravemente minacciata e in pericolo di estinzione. Il commercio internazionale di questa specie o di prodotti da essa ricavati, come carne e corna, è quindi da considerarsi illegale. Sono consentiti solamente scambi per motivi non commerciali, come quelli inerenti alla ricerca scientifica.

### Incremento della popolazione nel corso del 2008
Nell'ottobre 2008 il direttore del Centro per il Carabao delle Filippine del Dipartimento dell'Agricoltura (DA-PCC), il Dr. Arnel del Barrio, sostenne ufficialmente che la popolazione di tamarù era aumentata del 10% tra il 2001 e il 2008. Nell'aprile dello stesso anno, infatti, una spedizione condotta nel Parco Nazionale del Monte Iglit-Baco (Provincia di Mindoro Occidentale) dagli uomini del Programma per la Conservazione del Tamarù, finanziata dal Governo e da enti privati, che comprendeva inoltre alcuni studenti della Far Eastern University (FEU), aveva rivelato che «erano stati censiti 263 tamarù rispetto ai 175 del 2001. Sulla base dei piccoli incontrati è stato stimato un considerevole tasso di natalità... [Ciò significa che] più del 55% dei tamarù si è riprodotto. Nel Parco Nazionale del Monte Iglit-Baco il censimento ha registrato la presenza di 263 capi nel 2006, 239 nel 2007 e 263 nel 2008». I Mangyan, popolo indigeno di Mindoro, hanno intanto smesso di macellare i tamarù per ricavarne il sangue.
La Fondazione Haribon definiva il tamarù il «tesoro minacciato di Mindoro» e successivamente, fino al 2005, la «specie simbolo minacciata delle Filippine». Negli anni '30 la popolazione di questa specie diminuì notevolmente a causa della peste bovina, una malattia virale che colpisce il bestiame. Negli anni '60 e '70 i cacciatori uccidevano i tamarù solamente per divertimento. Ma il colpo di grazia alla specie è stato dato dalla sempre più crescente deforestazione (agli inizi del XX secolo le foreste ricoprivano l'80% della superficie di Mindoro; nel 1988 questa percentuale era scesa all'8%).
L'Unione Internazionale per la Conservazione delle Specie (IUCS) di Bangkok (Thailandia) ha istituito una fattoria di 280 ettari a Rizal (Provincia di Mindoro Occidentale) per salvaguardare il pool genico della specie. Inoltre, per accelerare il ritorno dei tamarù sono stati progettati vasti piani di rimboschimento. Al giorno d'oggi questa specie vive solamente nelle regioni montuose del Parco Nazionale del Monte Iglit-Baco, e sui monti Calavite, Halcon-Eagle Pass, Aruyan-Sablayan-Mapalad Valley e Bansud-Bongabong-Mansalay.
Il Proclama Presidenziale 273 del 2002 dichiarò ottobre «Mese Speciale per la Conservazione e la Protezione del Tamarù di Mindoro».

## Importanza per l'uomo

### Valore economico e commerciale
Sebbene non su larga scala come per altri grandi mammiferi in via di estinzione, la popolazione di tamarù di Mindoro, prima dell'istituzione dei programmi di conservazione della seconda metà del XX secolo, è stata oggetto di una caccia di sussistenza da parte dei locali. Nel suo rapporto sulla Lista Rossa la IUCN sosteneva che tale caccia veniva ancora praticata nel 2006 .

### Nella cultura delle Filippine
Sebbene l'animale nazionale delle Filippine sia il carabao, anche il tamarù viene considerato un simbolo nazionale dello Stato. Un'immagine dell'animale era raffigurata sulle monete da un peso in circolazione dagli anni '80 ai primi anni '90.
Nel 2004 il Proclama No. 692 dichiarò il 1º ottobre giorno di festa nella Provincia di Mindoro Occidentale. In linea con il mese per la Conservazione del Tamarù, la proclamazione aveva lo scopo di ricordare agli abitanti di Mindoro l'importanza della conservazione del tamarù e del suo habitat.
Negli anni '70 la Toyota Motors, tramite la defunta compagnia locale Delta Motors, progettò la Tamaraw AUV (Veicolo di Utilità Asiatico). Alcuni esemplari di questa vettura, a causa della sua spartanità e della semplicità del design, sopravvivono ancora oggi, copiati dalle compagnie multinazionali Ford, General Motors e Nissan e prodotti da industrie locali. Dato che si trattava di un Veicolo di Utilità Asiatico, condivideva lo stesso design della Kijang, la versione indonesiana. In passato la casa automobilistica Toyota era padrona di un team della Associazione di Basket delle Filippine, chiamato appunto Toyota Tamaraws (vedi oltre).
Sulla scia della popolarità dei van asiatici negli anni '90, la Toyota Motors delle Filippine progettò un van asiatico (ancora classificato come AUV) chiamato Tamaraw FX nelle Filippine, evoluzione della Tamaraw AUV. Tale modello venne largamente utilizzato dai taxisti e quasi immediatamente si trasformò in un mezzo di trasporto simile all'incrocio tra un taxi e una jeepney. Successivamente la FX si è evoluta nel SUV Revo.
Il tamarù è anche la mascotte del team universitario della Far Eastern University (FEU Tamaraws) appartenente all'Associazione Atletica Universitaria delle Filippine e dei Toyota Tamaraws dell'Associazione di Basket delle Filippine.
Le Cascate Tamaraw nel Baranggay di Villaflor, Puerto Galera, devono il nome a questo bovino.